# Stahlgewitter
Stahlgewitter (em português: Tempestade de Ferro) é uma controversa banda alemã de Lubeque, do gênero Rock Against Communism, fundada em 1995, cujas letras focam na glória e poder do exército de Hitler. Apesar do nome do gênero, as letras das músicas do RAC raramente se concentram no tópico específico do anticomunismo. Em vez disso, as letras do RAC geralmente apresentam temas neonazistas e nacionalistas brancos.

## Discografia
- 1996 — Das eiserne Gebet
- 1998 — Germania
- 2001 — Amalek
- 2002 — Politischer Soldat
- 2003 — Germania über alles
- 2006 — Auftrag Deutsches Reich
- 2008 — Politischer Soldat - Neuauflage
- 2013 — Das Hohelied der Herkunft
- 2013 — Stählerne Romantik (MCD)